# Кукшумское сельское поселение
Кукшу́мское се́льское поселе́ние (чув. Кăкшăм ял тăрăхĕ ) — муниципальное образование в составе Ядринского района Чувашской Республики. Административный центр — деревня Кукшумы.

## Администрация
Телефон администрации: 61-3-32

## Административное деление
В состав поселения входят: д. Пителеи в южной части (в переводе с чувашского — "деревня, которая очень пригожа"), д. Кукшумы (в переводе — "кувшины"), пос. Молодёжный (в северной части деревни). В поселении сооружены 3 искусственных водоёма — пруды: Лёнга кюлли — в д. Пиделеи, Карикасси кюлли, Шкул кюлли. Основное население деревни — чуваши.

## Деревня Кукшумы
Деревня Кукшумы находится в центральной части Ядринского района Чувашской республики. Протяженность деревни составляет около 2-х километров вдоль трассы республиканского значения Р-231. Расстояние до районного центра составляет 12 км, расстояние до столицы республики — города Чебоксары — 70 км, до ближайшей ж. д. станции Шумерля — 60 км. Деревня состоит из центральной улицы(без названия) и трех улиц, параллельных центральной улице. Улицы соединены между собой переулками. Улица перпендикулярная центральной на юге — Выселка.
Род занятий жителей деревни — сельское хозяйство, в частности: земледелие, животноводство, садоводство. Центральная улица заасфальтирована. В деревне проложен водопровод, магистральный газ.
Также в деревне есть средняя школа, которая 7 ноября 2009 года отметила своё столетие.

## Состав сельского поселения
В состав сельского поселения входят: Кукшумы (деревня), Васькино (деревня), Карикасы (деревня), Ойкасы (деревня), Поченары (деревня), Сеткасы (деревня), Торхлово (деревня), Янгиреево (деревня).